# Дозор на Рейне
«Дозор на Рейне» (другое название — «Стража на Рейне»; англ. Watch on the Rhine) — американский фильм-драма режиссера Германа Шумлина 1943 года. В главных ролях снимались Бетт Дейвис и Пол Лукас. Сценарий написан Дэшилом Хэмметом на основе одноимённой пьесы Лиллиан Хеллман. Пол Лукас за роль в фильме был награждён премией «Оскар» и стал первым обладателем премии «Золотой глобус» в категории «Лучшая мужская роль».

## Сюжет
В 1940 году немецкий инженер Курт Мюллер (Пол Лукас), его жена-американка Сара (Бетт Дейвис) и трое детей: Джошуа (Дональд Бука), Бабетта (Дженис Уилсон) и Бодо (Эрик Робертс) — пересекают границу между Мексикой и США, чтобы навестить Дэвида (Дональд Вудс) и Фанни Фаррелли (Люсиль Уотсон), брата и мать Сары, живущих в Вашингтоне, округ Колумбия. Семья Мюллеров последние семнадцать лет провела в Европе, где Курт в ответ на подъём нацизма занялся антифашистской деятельностью. Сара говорит семье, что они надеются обрести убежище на американской земле. Им может помешать присутствии гостя — Тека де Бранковиса (Джордж Кулурис), беспринципного румынского графа, имеющего связи с немцами в столице страны.
Тек обыскивает комнату Мюллеров и обнаруживает пистолет и деньги, предназначенные для финансирования подпольных операций в Германии. Вскоре после этого Мюллеры узнают об аресте одного из борцов сопротивления Макса Фрайданка; он однажды спас Курта от гестапо, и Курт намерен вернуться в Германию, чтобы помочь Максу и арестованным вместе с ним соратникам. Понимая, что Курт окажется в большой опасности, если нацисты узнают о его возвращении, Тек требует $10 000 за молчание. Курт убивает графа. Осознав опасность, с которой столкнулся Курт, Фанни и Дэвид соглашаются помочь ему бежать.
Проходит время, Мюллеры не получают никаких вестей от Курта. Джошуа объявляет, что как только ему исполнится восемнадцать, он отправится на поиски отца. С горечью осознавая, что может потерять сына так же, как и мужа, Сара решает быть мужественной, когда придет время Джошуа уйти.

## В ролях
- Бетт Дейвис — Сара Мюллер
- Пол Лукас — Курт Мюллер
- Джеральдин Фитцджеральд — Марта де Бранковис
- Люсиль Уотсон — Фанни Фарелли
- Бьюла Бонди — Эниз
- Джордж Кулурис — Тек де Бранковис
- Дональд Вудс — Дэвид Фарелли
- Генри Дэниелл — Фили фон Рамме
- Дональд Бука — Джошуа
- Энтони Карузо — итальянец
- Гельмут Дентин — юноша
- Клайд Филмор — Сэм Чендлер
- Эрвин Каслер — доктор Клаубер
- Курт Катч — герр Блехер
- Кларенс Мьюз — Хорас
- Фрэнк Л. Уилсон — Джозеф
- Дженис Уилсон — Бабетта
- Мэри Янг — миссис Мелли Сьюэл
- Рудольф Андерс — Обердорф (указан как Роберт O. Дейвис)

## Производство
Пьеса Лиллиан Хеллман выдержала на Бродвее 378 спектаклей. Чувствуя, что её патриотическая сущность является идеальной основой для высококачественного пропагандистского фильма, востребованного в самый разгар Второй мировой войны, Джек Л. Уорнер заплатил за права на экранизацию $150 000.
Бетт Дейвис была в это время занята в фильме «Вперёд, путешественник», и продюсер Хэл Уоллис начал искать другую актрису на роль Сары Мюллер, пока Дэшил Хэммет на своей ферме в Плезантвиле, Нью-Йорк, писал сценарий. Материал понравился Айрин Данн, но она считала роль слишком маленькой, Маргарет Саллаван не проявила к предложению никакого интереса. Другими кандидатками на роль были Эдна Бест, Розмари Декамп и Хелен Хейс.
На роль Курта Мюллера Уоллис выбрал Шарля Буайе; тот, однако, посчитал, что его французский акцент неуместен для персонажа, поэтому продюсер решил взять Пола Лукаса, который выступал в этой роли на Бродвее и был удостоен за неё награды Лиги драмы.
Между тем, Хэммет был вынужден сделать перерыв в работе из-за травмы спины, и к моменту выздоровления работа над фильмом "Вперёд, путешественник"была близка к завершению. Уоллис отправил Дейвис, убежденной стороннице Франклина Рузвельт и ярому противнику нацистской партии, незаконченный вариант сценария, и она сразу приняла предложение.
С Бетт Дейвис в качестве Сары Мюллер, Уоллис убедил Хэммета расширить значимость этой, в сущности, второстепенную роли, чтобы сделать её достойной звёздного статуса актрисы, и вывести сюжет за пределы гостиной Фаррелли, которая была единственным местом действия в театральной постановке. Администрация кинопроизводственного кодекса была обеспокоена тем, что Курт Мюллер избежал уголовного преследования за убийство Тека де Бранковиса, и в офисе Хейза предложили в конце фильма вставить сцену, как Курта убивают нацисты, тем самым показав, что он заплатил за преступление. Хеллман возражал, и студия согласилась, что Курт имел право стрелять в Тека, сцена осталась нетронутой.
Съемки начались 15 июня 1942 года и проходили с проблемами. Дейвис, приступившая к работе через неделю после съёмок в фильме «Вперёд, путешественник», не успела отдохнуть и находилась на грани срыва. В результате она сразу же вошла в конфликт с Германом Шумлином, который поставил пьесу на сцене, но не имел никакого опыта в кино.
Эмоциональное переигрывание Дейвис вынуждало Уоллиса отправлять Шумлину многочисленные записки, призывающие смягчить экспрессию актрисы. Шумлин грозил собственным увольнением, потому что был недоволен оператором Мерриттом Герстадом, которого в качестве уступки режиссёру заменили на Хэла Мора. Дейвис также была не в ладах с Люсиль Уотсон, как и на сцене игравшей роль матери, поскольку та была республиканкой, чьи политические взгляды резко контрастировали со взглядами демократки Дейвис. Она и Лукас, однако, сработались нормально.
Несколько сцен на натуре, снятых в Вашингтоне, были вырезаны из фильма до его выпуска из-за военных ограничений на съемку правительственных зданий.
Когда Уоллис заявил, что Дейвис получит самый большой гонорар, актриса возразила, указав, что у неё в фильме второстепенная роль. Однако отдел рекламы заявил, что именно её имя на афише привлекает зрителей и, несмотря на сопротивление, в титрах фильма и рекламные материалах её имя стоит первым.
Дейвис и Лукас также сыграли свои роли в радиопостановке, которая вышла в эфир в 10 января 1944 года в передаче The Screen Guild Theater.

## Отзывы критиков
Босли Краузер из The New York Times в августе 1943 года назвал фильм выдающимся, «полным смысла, силы и красоты». Он пояснял: «его смысл — в одном из самых трагических парадоксов цивилизации, его власть — в уверенности, с которой он рассказывает жестокую историю, и его красота — в раскрытии человеческого мужества и достоинства. И это лишь скупые похвалы одному из лучших фильмов нашего времени». Критик отметил статичность начала фильма, действие которого происходит, как и в пьесе Хеллман, внутри дома Фарелли, а развитие во многом зависит от диалогов, что для кино может создать сложности. Но благодаря ясности текста, убедительности персонажей и мастерству режиссёра, тонко создавшего напряженность, динамичность не является необходимой: персонажи раскрывают сами себя. Концовку фильма Краузер посчитал драматически избыточной, но для военного времени хорошей, добавляющей чуть больше героизма к «прекрасному, искреннему, откровенному фильму».
Variety также назвал кинокартину выдающейся, указав, что она лучше, чем оригинальная театральная версия. Фильм, по мнению журнала, раскрывает тему более широкими мазками и показывает личные переживания; не только сохраняет важные темы оригинальной пьесы, но развивает их дальше и глубже, и делает это со страстной убежденностью и огромным мастерством. Пол Лукас был назван звездой как фильма, так и театральной постановки, а та часть персонажа, что перешла к героине Бетт Дейвис, была компенсирована крупными планами. Лукас изобразил героического немца с той же тихой и медленно растущей силой, что и на сцене, но теперь с проработкой до мельчайших деталей и гораздо больше жизненно. В свою очередь, Бетт Дейвис с подлинным мастерством исполнила второстепенную роль жены.
В 1971 году, в интервью Дику Каветту, Бетт Дейвис сказала, что сыграла роль Сары Мюллер ради имени на афише, так как студия считала выпуск фильма рискованным, а её имя перед титрами привлекло бы публику. Дейвис с радостью согласилась на второстепенную роль, потому что ощущала важность истории и считала, что Лиллиан Хеллман пишет «суперблестяще».
Национальный совет кинокритиков писал: «Пол Лукас получил возможность доказать, что он, несомненно, прекрасный актёр, чему всегда было много подтверждений. Бетт Дейвис согласилась на второстепенную роль почти с благодарностью, хотя бы для того, чтобы без оговорок заслужить уважение и восхищение. Её игра получилась не слишком красочной, но преисполненной скромной верности и сдержанного героизма. Роль не предоставляла больших возможностей для театральности, а мисс Дейвис достаточно великий артист, чтобы не проявлять её ради подтверждения звёздного статуса».

## Награды и номинации
Фильм получил премию кинокритиков Нью-Йорка как лучший фильм.
Он также был номинирован на премию «Оскар» за лучший фильм.
Пол Лукас стал обладателем «Оскара» как лучший актер, получил «Золотой глобус» за лучшую мужскую роль в жанре драмы (награда вручалась впервые) и премию кинокритиков Нью-Йорка за лучшую мужскую роль.
Люсиль Уотсон была номинирована на «Оскар» за лучшую женскую роль второго плана, но проиграла Катине Паксино, сыгравшей в фильме Сэма Вуда «По ком звонит колокол». Дэшил Хэммет был номинирован на «Оскар» за лучший адаптированный сценарий, но проиграл Филиппу Эпштейну, Юлиусу Эпштейну и Говарду Коху, написавшим сценарий к «Касабланке».

## DVD-релиз
1 апреля 2008 года Warner Home Video выпустил фильм как часть бокс-сета The Bette Davis Collection, Volume 3.